# Glaucophyta
Le glaucofite , note anche come glaucocistofite o glaucocistidi , sono un piccolo gruppo di microorganismi simili ad alghe unicellulari che si trovano in ambienti terrestri d'acqua dolce e umidi, oggi meno comuni di quanto lo fossero durante il Proterozoico.

## Classificazione
Secondo le classificazioni più recenti, basate sulla filogenesi, apparterrebbero sicuramente al clade degli archeplastidi. Tuttavia la loro posizione è ancora incerta.
Infatti, secondo la classificazione classica (Sistema Cronquist) sarebbero un phylum del sottoregno Biliphyta del regno delle Piante (Plantae) e del superregno Archeoplastida.
Secondo invece una classificazione filogenetica (Classificazione APG IV) starebbero alla base degli archeplastidi stessi: infatti non apparterrebbero al Regno delle Piante, ma a un suo regno parallelo, Rhodopicozoa, comprendente anche i sottoregni Rhodophyta (alghe rosse) e Picozoa.
 in larga parte dovuti agli studi limitati riguardo ai glaucofiti.
Sono state trovate attualmente 13 specie di glaucofite, ma si ritiene che il numero di specie va da un minimo di 14 a un massimo di 26<, nessuna delle quali è particolarmente frequente in natura.

## Caratteristiche
I cloroplasti (Plastidi) delle glaucofite sono conosciuti come muroplasti, cianoplasti, o cianelle..
A differenza dei cloroplasti degli altri eucarioti, questi cloroplasti presentano uno strato di peptidoglicani che, alla luce della teoria endosimbiotica dei cloroplasti a partire da cianobatteri, viene considerato un relitto dell'antica parete batterica.
A differenza delle alghe rosse e verdi, le glaucofite hanno solo una riproduzione asessuata.
Le glaucofite contengono il pigmento fotosintetico detto clorofilla a. Insieme alle rodofite e i cianobatteri raccolgono la luce tramite i ficobilisomi, strutture costituite perlopiù da ficobiliproteina. Le clorofite e le piante terrestri (Embriofite) hanno perso questa organizzazione.
Le glaucofite sono un interessante oggetto di studio per i biologi che studiano lo sviluppo dei cloroplasti: se l'ipotesi che i cloroplasti hanno avuto una singola origine, le glaucofite sono da considerarsi vicini alle piante verdi e alle rodofite e possono essere simili al tipo di alga dalla quale tutte queste si sono sviluppate.
Il cloroplasto infatti contiene ancora elementi della parete cellulare dei batteri, il peptidoglicano.

## Suddivisioni
I tre generi più importanti sono:
- Glaucocystis, con un corto flagello vestigiale e una parete di cellulosa;
- Cyanophora, motile e senza parete di cellulosa;
- Gloeochaete ha stadi motili e non motili e ha una parete che non sembra fatta di cellulosa.[1]